# Furulund och Brotorp
För andra betydelser, se Furulund (olika betydelser).
För andra betydelser, se Brotorp (olika betydelser).
Furulund och Brotorp var en av SCB avgränsad och namnsatt småort i Vårgårda kommun i Västra Götalands län. Småorten omfattade bebyggelse söder om tätorten Östadkulle i Lena socken. Namnet på småorten var fram till och med 2005 Del av Gisslatorp och del av Brotorp, men 2010 ändrades det till Furulund och Brotorp. Från 2015 räknas området som en del av tätorten Östadkulle.